# Rest and Ricklaxation
"Rest and Ricklaxation" er den sjette episode i den tredje sæson af Adult Swims tegnefilmserie Rick and Morty. Den er skrevet af Tom Kauffman, og instrueret af Anthony Chun, og den havde premiere på d. 27. august 2017.
Efter 6 dages rum-eventyr tager Rick og Morty til en alien-spa, hvor en maskine udtrækker alle de negative personlighedstræk fra dem. De bliver dog kanaliseret ind i en giftig modpart.
Afsnittet blev godt modtaget, og blev set af omkring 2,47 mio personer ved visninger.